# 16888 Michaelbarber
16888 Michaelbarber (1998 BM26) là một tiểu hành tinh vành đai chính.